# Mickaël Landreau
Mickaël Vincent André-Marie Landreau (* 14. května 1979, Machecoul, Francie) je bývalý francouzský fotbalový brankář a reprezentant, který působil v klubech FC Nantes, Paris Saint-Germain, Lille OSC a naposledy SC Bastia. Profesionální hráčskou kariéru ukončil v létě roku 2014. V letech 2001–2007 odchytal za francouzský národní tým 11 zápasů.
Od roku 2017 je trenérem FC Lorient.

## Klubová kariéra

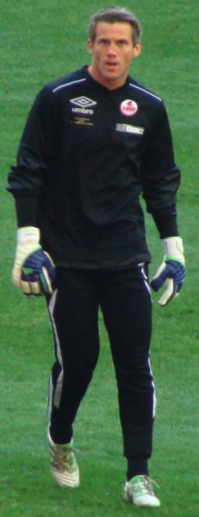
Mickaël Landreau

Největší část své fotbalové kariéry strávil v klubu FC Nantes, kde také debutoval v profesionálním fotbale. Vyhrál s týmem jednou Ligue 1, dvakrát Coupe de France a dvakrát Trophée des champions.
Po deseti letech v týmu Nantes odešel do Paris Saint-Germain, kde 15. května 2006 podepsal čtyřletou smlouvu. Poté působil ještě v Lille OSC.
V prosinci 2012 podepsal šestiměsíční kontrakt s SC Bastia.

## Reprezentační kariéra
Zúčastnil se Mistrovství světa hráčů do 20 let 1997 v Malajsii, kde Francie vypadla ve čtvrtfinále s Uruguayí v penaltovém rozstřelu. Hrál i na Mistrovství Evropy hráčů do 21 let v roce 2002 ve Švýcarsku, kde Francie podlehla ve finále české jedenadvacítce v penaltovém rozstřelu a získala stříbro.
Mickaël Landreau debutoval v A-týmu Francie 3. června 2001 na Konfederačním poháru FIFA 2001 proti reprezentaci Mexika (výhra 4:0). Tento turnaj Francie vyhrála. Stejný úspěch si Landreau zopakoval i v příštím ročníku Konfederačního poháru v roce 2003, kdy bral opět zlato. Reprezentační trenér Francie Raymond Domenech jej vzal na Mistrovství světa 2006 v Německu, kde Francie podlehla ve finále Itálii v penaltovém rozstřelu. Landreau do žádného zápasu nezasáhl, plnil roli rezervního brankáře.
Trenér Didier Deschamps jej vzal na Mistrovství světa 2014 v Brazílii, dalšími brankáři v nominaci byli Stéphane Ruffier a Hugo Lloris. Na turnaji byl brankářskou jednotkou Lloris, Francouzi vypadli na šampionátu ve čtvrtfinále s Německem po porážce 0:1.

Celkem odchytal v letech 2001–2007 za francouzský národní tým 11 zápasů.